# Calceolaria schickendantziana
Calceolaria schickendantziana är en toffelblomsväxtart som beskrevs av Kränzl.. Calceolaria schickendantziana ingår i släktet toffelblommor, och familjen toffelblomsväxter. Inga underarter finns listade i Catalogue of Life.